# Chantal Rittaud-Hutinet
 (janvier 2021).
 (octobre 2024).
 (janvier 2021).
La mise en forme du texte ne suit pas les recommandations de Wikipédia : il faut le « wikifier ».
Les points d'amélioration suivants sont les cas les plus fréquents. Le détail des points à revoir est peut-être précisé sur la page de discussion.
- Les titres sont pré-formatés par le logiciel. Ils ne sont ni en capitales, ni en gras.
- Le texte ne doit pas être écrit en capitales (les noms de famille non plus), ni en gras, ni en italique, ni en « petit »…
- Le gras n'est utilisé que pour surligner le titre de l'article dans l'introduction, une seule fois.
- L'italique est rarement utilisé : mots en langue étrangère, titres d'œuvres, noms de bateaux, etc.
- Les citations ne sont pas en italique mais en corps de texte normal. Elles sont entourées par des guillemets français : « et ».
- Les listes à puces sont à éviter, des paragraphes rédigés étant largement préférés. Les tableaux sont à réserver à la présentation de données structurées (résultats, etc.).
- Les appels de note de bas de page (petits chiffres en exposant, introduits par l'outil «  Source ») sont à placer entre la fin de phrase et le point final[comme ça].
- Les liens internes (vers d'autres articles de Wikipédia) sont à choisir avec parcimonie. Créez des liens vers des articles approfondissant le sujet. Les termes génériques sans rapport avec le sujet sont à éviter, ainsi que les répétitions de liens vers un même terme.
- Les liens externes sont à placer uniquement dans une section « Liens externes », à la fin de l'article. Ces liens sont à choisir avec parcimonie suivant les règles définies. Si un lien sert de source à l'article, son insertion dans le texte est à faire par les notes de bas de page.
- La présentation des références doit suivre les conventions bibliographiques. Il est recommandé d'utiliser les modèles {{Ouvrage}}, {{Chapitre}}, {{Article}}, {{Lien web}} et/ou {{Bibliographie}}. Le mode d'édition visuel peut mettre en forme automatiquement les références.
- Insérer une infobox (cadre d'informations à droite) n'est pas obligatoire pour parachever la mise en page.

Pour une aide détaillée, merci de consulter Aide:Wikification.
Si vous pensez que ces points ont été résolus, vous pouvez retirer ce bandeau et améliorer la mise en forme d'un autre article.
Chantal Rittaud-Hutinet, née en 1942, est une professeure des universités honoraire française, spécialiste de l'oralité.

## Biographie
Chantal Rittaud-Hutinet, née Leclerc-Chalvet, est née en 1942 à Besançon.
Elle est l'épouse de l'écrivain Jacques Rittaud-Hutinet, avec qui elle a co-écrit plusieurs ouvrages dans les domaines des beaux-arts et du cinéma ancien.
Elle est habilitée à diriger des recherches en linguistique (Université Lumière-Lyon-II), docteur ès lettres, phonéticienne, lexicologue, chercheur associé à l’Université Sorbonne-Nouvelle - Paris 3 (CLESTHIA).
Elle est spécialiste de l'oralité dans la communication en français. Par l'analyse des échanges oraux français et de la variation, ses travaux portent principalement sur les rapports entre l’acte de langage, l’implicite de l’énonciation et la signification de l'intonation dans sa relation avec les mots. C'est le concept de prosodie signifiante.
Ses recherches portent également : sur la didactique de la phonétique ; sur la prosodie signifiante et  ses implications dans la production et la compréhension du français par les étrangers ; sur l'enseignement du français comme langue étrangère ; sur les français régionaux.
Elle a dirigé des échanges internationaux avec plusieurs universités étrangères (Allemagne, Pologne, Russie).
Elle a travaillé 8 ans dans un laboratoire de recherches en lexicologie du CNRS « Analyse du français contemporain ».
Elle a ensuite enseigné les Sciences du langage à l'Université de Savoie et à l'Université Lumière-Lyon 2, comme maître de conférences puis comme professeur titulaire.
Parmi ses travaux les plus réputés figurent La Phonopragmatique (1995) et Parlez-vous français ? (2011).
Elle a développé des projets artistiques : réalisation de pièces radiophoniques, interviews d'artistes pour la radio.

## Ouvrages scientifiques

### Discours en interaction
- Intonation expressive et français langue étrangère, L'Harmattan, 2019, 302 p. ; émission (28/12/2019/ sur https://rcf.fr/actuelite/intonation-expressive-et-francais-langue-etrangere
- L’homophonie, Lambert et Lucas, 2007, 146 p. ill.
- La phonopragmatique, Peter Lang, coll. « Sciences pour la communication », 1995, 301 p. ; en ligne sur Cambridge University Press 2008

### Cinéma ancien
Dictionnaire des cinématographes en France (1896-1897), avec Jacques Rittaud-Hutinet, Honoré Champion, 1999, 613 p., ill. noir et blanc et couleur

### Français régional
- Mémoire vivante de la Croix-Rousse, documents et étude phonétique, C.N.R.S., 1982, 176 p.
- Le français, langue plurielle, Presses universitaires de Lille, 1980, 1077 p., 3 vol.
- Le français parlé à Besançon, thèse de doctorat de 3e cycle, 1970, 609 p. (dactyl.).

### Beaux-arts
- Encyclopédie des arts en Franche-Comté, peinture, dessin, sculpture, gravure (sous pseudo Chantal Leclerc), avec Jacques Rittaud-Hutinet, La Taillanderie, 2004, 384 p., 450 reproductions couleur

## Ouvrages de vulgarisation scientifique
- Étonnants ressorts du français, Sydney Laurent, 2022, 348 p. ill.
- Parlez-vous français ? Le Cavalier bleu, coll. « Idées reçues », 2011, 160 p. ill.

## Contributions à des ouvrages et revues scientifiques, colloques

### Discours en interaction
- Implicite et transcodage, conférence au Séminaire de linguistique Théories et pratiques linguistiques, GReLISC, U.R.4178 (CPTC), Université de Bourgogne-Europe, 15 octobre ; https://cptc.ube.fr/archives-audio/seminaire-linguistique-2024.html
- "- Oui, fit-il en parvenant à faire sonner cette unique syllabe positive comme un rejet total" ; Construction du sens : oral et oralité, conférence au Séminaire de linguistique Théories et pratiques linguistiques, GReLISC, U.R.4178 (CPTC), Université de Bourgogne-Europe, 28 novembre 2023 ; https://cptc.u-bourgogne.fr/archives-audio/seminaire-linguistique-2023.html
- Comment dire sans dire ? Sous-entendus et vocalité, in Langue(s) et parole, Revista de Filologia Francesa i Romànica (Universitat Autonoma de Barlelona) : Voix, parole, langage : entre histoire et actualité, 2022, 7/7, 93-111 ; https://revistes.uab.cat/languesparole/issue/view/v7-n7-rittaud-hutinet/119-pdf-fr
- Articulations, ajustages : intonation expressive et système phonologique, in SHS Web Conf., 138, 2022 : https://doi.org/10.1051/shsconf/202213808001
- Comment comprendre les non-dits ?, in Castagne Eric & Monneret Philippe (éds), Intercompréhension et analogie, de Boeck supérieur collection Champs linguistiques, 2021, 197-215
- (à paraître) Des « oh » et des « ah » : à quoi servent les signes vocaux ?, in Parler les langues romanes (Actes du 9e GSCP), Peter Lang.
- Redéfinir l'exclamation par la prosodie des actes de langage, Revue de Sémantique et Pragmatique 41-42, 2018, 225-242.
- Transgressions prosodiques et lénition lexicale, in Folia Litteraria Romanica, Presses universitaires de Lodz, 2018 ; https://dx.doi.org/10.18778/1505-9065.10.02 ; in  http://repozytorium.uni.lodz.pl:8080/xmlui/handle/11089/24537
- Les silences qui parlent, in Buchi Éva, Chauveau Jean-Paul & Pierrel Jean-Marie (éds), Actes du XXVIIe Congrès international de linguistique et de philologie romanes (Nancy, 15-20 juillet 2013), Bibliothèque de linguistique Romane, vol 14,1 et 14,2, ÉliPhi (Société de linguistique romane), Strasbourg, 2016, 1672 p. ; http://www.atifl.fr/cilpr2013/actes/sercion-10.html
- Interdit et sous-entendu, remontrance par l'ordre et la défense, in Rolland-Lozachmeur Ghislaine (éd.), Les mots en force dans le discours, UBO, coll. « Héritages et constructions dans le texte et l'image », 2014, tome 2, 45-61.
- Équivoque homophonique en français : polyvalence fortuite et ambiguïté volontaire, in Études romanes de Brno : Sens multiple(s) et polysémie. Regards d'occident, 35-1, 2014, 141-161.
- Cachettes du sens : l'oral à découvert, in Marillaud Pierre & Gauthier Robert (éds), Ambiguïtés, CALS/CPST, Presses universitaires de Toulouse II-Le Mirail, 2012, 59-70.
- Implicite et cohésion interlocutive, in Douay Catherine & Roulland Daniel (éds), L'interlocution comme paramètre, Presses universitaires de Rennes, coll. « Rivages linguistiques »,2012, 227-248.
- A la poursuite d'outils spécifiques, ou : comment transcrire l'acoustique ?, in Col Gilles & Osu Sylvester N. (éds), Transcrire, écrire, formaliser, Presses universitaires de Rennes, coll. « Travaux linguistiques du CerLiCO », 2011, 91-109.
- Quand les écrivains parlent linguistique, in Ablali D. & Kastberg Sjöblom M. (éds.), Linguistique et littérature : Cluny, 40 ans après, Presses universitaires de Franche-Comté, Série linguistique et sémiotique, 2010, 158-175.
- Question orale : une concurrence verbale/vocale ?, in Iliescu Maria, Siller-Runggaldier Heidi & Danler Paul (éds.), Actes du XXVe CILPR, de Gruyter, 2010, 535-544.
- Comment exploiter les « corpus-surprise » ?, in Buhofer Annelies Häcki & Schön Christoph (éds.), Fortschritte in Sprach- und Textkorpusdesign und linguistischer Korpusanalyse II, Linguistik online 39, 2009, 3/2009.
- Détachements sonores : comment ? pour quoi faire ?, in Apothéloz Denis, Combettes Bernard & Neveu Franck (éds.), Les linguistiques du détachement, Peter Lang, coll « Sciences pour la communication » 87, 2009, 457-469.
- L'état de langue, une histoire vue à plat, in Bertrand Olivier & Lagorgette Dominique (éds.), Études de corpus en diachronie et en synchronie, 2009, 209-229.
- La didascalie et sa réplique, in Despierres Claire, Bismuth Hervé, Krazem Mustapha & Narjoux Cécile (éds), La lettre et la scène : linguistique du texte de théâtre, éd. EUD Langages (Dijon), 2009, 50-72.
- L'homophonie, un grand ressort de l'humour français, in Sousa Alcina, Bazenga Aline & Antunes Luisa Marinho (éds), JoLIE : « Humour that divides ; humour that unites », no 2, 2009, 241-253.
- Le langage non verbal, ou : signes vocaux et sens du message, in Revue de sémantique et pragmatique 19/20, 2009, 71-88.
- Fonctions syntaxiques et pragmatiques de la prosodie, in Collin Catherine (éd.), Grammaire et prosodie 1, Presses universitaires de Rennes, coll. « Travaux linguistiques du CerLICO » 21, 2008, 63-79.
- Prosodie et construction du discours : quelques types de reformulations, in Le Bot Marie-Claude, Schuwer Martine & Richard Elisabeth (éds.), La reformulation, marqueurs linguistiques, stratégies énonciatives, Presses universitaires de Rennes, coll. « Rivages linguistiques », 2008, 181-198.
- Didascalies et jeu du comédien : comment actualiser l'implicite ?, in Frédéric Calas, Romdhane Elouri, Saïd Hamzaoui & Tijani Salaaoui (éds.), Le texte didascalique à l'épreuve de la lecture et de la représentation, Presses universitaires de Bordeaux, 2007, 495-510.
- Vous avez dit : « c'est bien ça ? » ou : variations vocales et sens pragmatique, in Pifarré Alexandra-Flora & Rutigliano-Daspet Sandrine (éds.), Le lien, la rupture, Université de Savoie-LLS, 2007, 57-67.
- Les signes vocaux : au carrefour des strates d'interprétation des messages oraux, in Cyril Auran, Roxane Bertrand, Catherine Chanet, Annie Colas, Albert Di Cristo, Cristel Portes, Alain Régnier & Monique Vion (éds.), Interface discours – prosodie, IDP 05, et sur CDRom, 2006.
- Dysfonctionnement et collaboration : des locuteurs en quête de sens, in Lagorgette Dominique & Larrivée Pierre (éds.), Représentations linguistiques du sens, LINCOM Studies in Theoretical Linguistics 22, 2003, 451-469.
- L’invariant en prosodie : la question orale[7], in Larrivée Pierre (éd.), La notion d’invariant sémantique, Duculot, RILF 45, 2002, 125-156.
- Le français qui se parle, en collaboration avec N. Portnova, in La Langue française (Moscou), no 1 janvier, 2002.
- La composante vocale : au secours ou au détriment de la composante lexicale ?, résumé in Christian Cavé, Isabelle Guaïtella & Serge Santi (éds.), Oralité et gestualité : interactions et comportements multimodaux dans la communication, L'Harmattan, 2001, 625-628.
- Les signes vocaux de la communauté énonciative, in Cosnier Jacques & Kerbrat-Orrechioni Catherine (éds.), Décrire la conversation, Presses universitaires de Lyon, coll. « Linguistique et sémiologie », 1987, 270-290.
- Phonologie et sémantique dans l'interaction verbale, in Phonologica 84, Cambridge University Press, 1987, 261-266.
- Composante phonologique de l'interaction et stratégies discursives, in Actes du XVIIe congrès international de philologie et linguistique romanes, publications de l'Université de Provence, vol. 1, 1986, 121-136.
- Corpus oraux et édition : quelle transcription, pour quelle lecture ?, in TRANEL 11, 1986, 197-222.
- La parole et l'outil de contrôle articulatoire (en collaboration avec F. Michel et P. Lavorel (INSERM)), in Messerli P., Lavorel P. & Nespoulous J.-L. (éds.), Neuropsychologie de l'expression verbale, C.N.R.S., 1983, 160-193.

### Didactique du français comme langue étrangère
- (à paraître) Oral spontané et prosodie en FLE, in Collin C. (éd.), (Des)organisation de l'oral ? De la segmentation à l'interprétation, Presses universitaires de Rennes, coll. « Rivages linguistiques ».
- Sans les mots : pédagogie de la prosodie sémantique en classe de FLE, in CORELA, n° hors série : L'Implicite, HS-20, 2016 ; doi.org/10.4000/corela.4706
- Prosodie et variation du sens, in Bertrand Olivier & Schaffner Isabelle, Variétés, variations & formes du français, éd. de l'École Polytechnique, 2011, 93-109.
- Jouer à changer de voix : pistes pour une formation à l'alternance prosodique, in Clerc Stéphanie (éd.), Cahiers de Linguistique, Revue de sociolinguistique et de sociologie de la langue française : (Mé)tisser les langues à l'école ? Quels outils, quels curricula et quelles formations pour le développement du plurilinguisme à l'école ?, 37/2, 2011, 151-162.
- Approche ludique de la variation, in Bertrand Olivier & Schaffner Isabelle (éds.), Quel français enseigner ? La question de la norme dans l'enseignement/apprentissage, éditions de l'École Polytechnique, 2009, 185-199.
- Un didacticien exceptionnel au 18e siècle : le jésuite Radonvilliers, précepteur des enfants de France, in Autour de Joseph et Xavier de Maistre, Mélanges pour Jean-Louis Darcel, Université de Savoie, 2007, 185-191.
- Comprendre et apprendre le fonctionnement de « PLUS » en français contemporain, in Rozprawy Komisji Jezykowej, Lodzkie Towarzystwo Naukowe, tome L, 2006, 113-126.
- La pragmatique au service de la glottodidactique, in Kacprzak Alicja (éd.), Points communs : linguistique, glottodidactique, traductologie, Wydawnictwo Biblioteka, 2003, 215-229.
- Enfance : les jeux de chansons, in Prinz M. (éd.), FFF – Frühes Fremdsprachenlerner Französisch II, Gunter Narr Verlag Tübingen, coll. « Giessener Beiträge zur Fremdsprachendidaktik », 2003, 58-73.
- Tendances actuelles dans la prononciation du français par les Français, Dialogues et cultures 44, 2000, 11-20.
- Thesaurus : un outil intégrant règles de grammaire et règles de prononciation françaises, en collaboration avec Nathalia Portnova, Université linguistique de Moscou, résumé in Dialogues et cultures 46, 2000, 327-330.
- Les « contextes facilitants » face aux outils pédagogiques des années 1990, résumé in Travaux du LILLA, publications de la faculté des Lettres Arts et Sciences humaines de l'Université de Nice-Sophia Antipolis, 1999, 231-233.
- Compétence en linguistique et outils pédagogiques dans l'enseignement précoce du français, langue étrangère en France, in Prinz M. (éd.), Giessener Beiträge zur Fremdsprachendidaktik : FFF – Frühes Fremdsprachenlernen Französisch, Gunter Narr Verlag Tübingen, 1999, 141-154.
- Pour une approche stylistique de l'oral en français langue étrangère, in Didactique des langues étrangères, Presses universitaires de Lyon, coll. « Linguistique et sémiologie », 1982, 225-240.

### Français régional
- (à paraître) De quelques causes de mésententes inter-régionales, in Linéarité et interprétation 2 : approximation, modulation, ajustement (CERLICO 2015).
- Discordances entre locuteurs de l'Hexagone, in Abecassis Michael & Ledegen Gudrun (éds), De la genèse de la langue à Internet, Peter Lang, 2014.
- Dire et ne pas dire au XVIIIe siècle dans une région française frontalière, in Ayres-Bennett Wendy & Seijido Magali (éds), Bon usage et variation sociolinguistique : perspectives diachroniques et traditions nationales, ENS éditions, coll. Langages, Série Histoire des réflexions sur le langage et les langues, 2013, 121-137.
- « Accent d'insistance » et champ de variation : deux parlers français face à face, in Ledegen Gudrun (éd.), Variation du français dans les espaces créolophones et francophones, tome 1, partie 1 : La France métropolitaine et l'espace européen, L'Harmattan, 2013, 131-149.
- La variation, le flou et les erreurs dans trois états d'un français régional, in Iliescu Maria, Siller-Runggaldier Heidi & Danler Paul (éds.), Actes du XXVe CILPR, de Gruyter, 2010, 233-241.
- Les français de Besançon : systèmes phonologiques et énonciation, in French Accents : Phonological and Sociolinguistic Perspectives, in Hintze Mari-Anne, Judge Anne, Pooley Tim (éds), French Accents : Phonological and Sociolinguistic Perspectives, AFLS/CiLT Series, 2001, 96-127.
- Système phonologique du français régional et interactions, in Bulletin de la Société belfortaine d'émulation 88, 1997, 109-114.
- Schémas intonatifs des signes vocaux et français régional (le cas de Besançon), in Lengas 30, 1991, 145-164.
- Variétés du français de Besançon et grammaire polylectale, in Salmon Gilbert-Lucien (éd.), Variétés et variantes du français des villes - état de l'est de la France, Champion-Slatkine, 1988, 81-98.
- Richesse expressive et diversité des français quotidiens, Actes, éd. Goethe Institut de Lyon, 79-93, 1988.
- Métiers de la Croix-Rousse, de la mémoire vivante à l'analyse discursive, in Martin Jean-Baptiste (éd.), Mémoire vivante, dires et savoirs populaires, C.N.R.S., 1982, 149-162.
- Le français régional de Besançon, in Revue de linguistique romane, XLII, 1978, 123-148.

### Linguistique africaine
- Lexique punu, in Nsukta-Nkutsi François (éd.), Éléments de description du punu, Presses universitaires de Lyon, coll. « Linguistique et sémiologie », 1980, 193-245.

## Cinéma ancien
- Les titres des films Lumière : fidélité et accessibilité, in Facettes, A.D.B.S. Rhône-Alpes, 1994, 61-75.

## Recherches scientifiques inédites

### Discours en interaction
- Vers une communauté énonciative vocale, communication au 59th Annual Conference of the International Linguistic Association, Paris, 22-24 mai 2014 : The Linguistics of Rhetoric and Debate.
- Consensus, conflits et négociations implicites, communication au Colloque international Les voix du français : usages et représentations, Oxford 3-5 septembre 2008.
- Intonations syntaxiques et pragmatiques en français communicatif, communication au IIIe Colloque de la COFDELA : Linguistique appliquée et cognition, Université d'Avignon et des pays de Vaucluse, 27-28 octobre 2000.
- La face cachée des lieux communs, communication au Colloque international Lieux communs, topoï, stéréotypes, clichés, Centre de linguistique et sémiologie de l'Université Lyon-2, 28-30 mai 1992.
- Coopération formelle et opinion réelle : une nouvelle espèce de mots-valises ?, communication au Colloque international : Conversation et agression, Brown University (États-Unis) / Université Lyon 2 1987.
- Stratification en énonciation, les traits acoustiques signifiants dans l'interaction verbale, communication au Colloque international de phonologie pluri-linéaire, Université Lyon-2, 4-7 juin 1985.

### Didactique du français comme langue étrangère
- Quelques marqueurs non lexicaux de l'affectivité utiles aux apprenants de français comme langue étrangère, communication au colloque international Prononcer les langues : variations, émotions, médiations, Rouen, 5-6 octobre 2017.
- Associer la didactique du F.L.E. à la création artistique [avec M. Gajos, U. de Lodz], communication au Colloque international ACEDLE : Recherches en didactique des langues, Centre de langues, Université Lumière-Lyon 2, 16-18 juin 2005.
- Activités en classe de langue et « Conditions de bonne formulation d’un objectif », communication au Colloque international de l’AFLS Le français aujourd’hui : problèmes et méthodes, Université de Tours, 25-27 septembre 2003.
- Un nouveau concept d'outil pédagogique à l'usage des enseignants de français langue étrangère, seconde ou maternelle, en collaboration avec Stéphanie Clerc, Université d'Avignon, communication au Colloque international de didactique du français : Français langue maternelle / étrangère / première / seconde /... Vers un nouveau partage ?, Université de Liège (Belgique), 23-25 mai 2002.
- L'oral en classes primaires : tâches du locuteur et objectifs des activités, communication au Colloque international L'enseignement précoce des langues étrangères (français, italien), universités de Lodz (Pologne) et de Savoie (France), Chambéry 13-20 octobre / Lodz, 23-30 octobre 1997.
- Les places de la phonétique dans la classe de français langue étrangère, communication au 8e Congrès mondial des professeurs de français de la F.I.P.F., Lausanne (Suisse) 12-18 juillet 1992.

### Français régional
- Discordances entre locuteurs de l'Hexagone, communication au Colloque international : Les variations diasystémiques et leurs interdépendances, Copenhague 19-21 novembre 2012.

## Conférences en France et à l’étranger

### Discours en interaction
- Littérature et signes vocaux : « c'est bien ça ? » dans : Pour un oui ou pour un non, de Nathalie Sarraute, au Séminaire Langues et pratiques langagières de l'EA 1483, Université Paris 3 – Sorbonne Nouvelle, mars 2005.
- Signes vocaux et schémas intonatifs : la question, au Séminaire de recherche Langues et pratiques langagières, Université Paris 3 – Sorbonne nouvelle, mars 2002.
- Production et réception : la construction du sens, en duo avec Dominique Lagorgette, conférence donnée au Séminaire de recherche de psychologie – CERIC, Université de Savoie, décembre 1999.
- Intonations expressives du français et sens pragmatique, conférence donnée au Collège de formation des maîtres de français de Varsovie, Pologne, avril 1999.
- Niveaux de langue et registres de langue, conférence donnée à l'Université de Lodz, Pologne, avril 1999.
- Signes vocaux et supplétifs acoustiques dans les relations interpersonnelles et les tours de parole, conférence donnée au Séminaire de recherche linguistique dirigé par J. Moeschler et E. Roulet, Université de Genève, Suisse, 1999.
- L'espace du silence dans les interactions conversationnelles, conférence donnée au Séminaire de recherche : Sous les lieux, l'espace, Université Lumière-Lyon 2, mars 1991.

### Didactique du français comme langue étrangère
- Ces inflexions sonores qui parlent : que faire, comment faire en classe de FLE ?, conférence aux forums de l'Université pédagogique d'été, Centre de Linguistique Appliquée de Besançon, 10 juillet 2024
- Les objectifs de l'enseignant et des apprenants revisités, conférence donnée à l'Université de Lodz, Pologne, mai 2001.
- Communiquer en français : l'intonation, conférence donnée en Pologne : à l'Université de Varsovie, au Collège de formation des maîtres de français de Varsovie, à l'Université de Lodz, mai 2000.
- Enseignement du français aux enfants (en CLIN ou en CLAD) et techniques FLE, conférence donnée à l'Université d'Avignon et des pays de Vaucluse, mai 2000.
- Activités en classe de langue et « conditions de bonne formulation d'un objectif », conférence donnée au Collège de formation des maîtres de français de Lowicz, Pologne, avril 1999.

## Émissions radiophoniques
Elle est interviewée par Yvan Amar sur le thème : La variation sociolinguistique, RFI, dans l'émission La danse des mots, 5 mai 2001.
Avec Jean-Paul Maigrot, à RCF Besançon-Belfort et RCF Jura, elle donnera 8 émissions de 7 minutes chaque été :
- - Le langage et ses tabous (2016) ;
- - Vous avez dit ": variation" ? (2017) ;
- - Jeux de mots (2018) ;
- - Évolution de la langue (2019) ;
- - Les ratés dans nos paroles (2020) ;
- - Français régionaux (2021) ;
- - À quoi sert l'intonation (2022) ;
- - Ça tombe sous le sens, les sous-entendus ! (2023) ;
- - Le français : déclin ou vitalité ? (2024).

## Autres activités
Tous les mois depuis 2012, elle est réalisatrice d'interviews radiophoniques d'artistes : sculpteurs, peintres, graveurs, dessinateurs, photographes ; d'écrivains ; de musiciens ; d'acteurs de la vie artistique : musées, associations artistiques et culturelles, centres d'art, galeries d'art, éditeurs d'art. Sur radio RCF Besançon-Belfort-Montbéliard et RCF Jura, sous le pseudonyme de Chantal Leclerc.
Elle a assuré la direction d'acteurs et le montage de 2 pièces de théâtre pour la radio : la première en 2009, la seconde en 2012.
Elle a donné des cours à l'Université ouverte de Franche-Comté  en 2020-2021, sur le thème : Les langages de l'oral.